# Triaenops afer
Espèce
Triaenops afer est une espèce de chauves-souris de la famille des Hipposideridae.

## Répartition et habitat

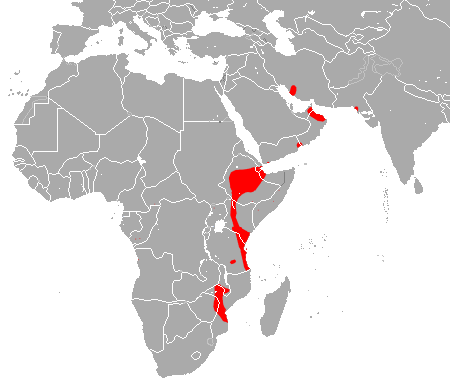
Distribution de Triaenops persicus avec T. afer prise comme sous-espèce. Les zones rouges en Afrique concernent T. afer.

Cette espèce vit en Afrique.

## Taxinomie
Triaenops afer était considérée comme une sous-espèce de T. persicus.